# 杨斗文
杨斗文（1903年—1930年），字艳芳，曾用名杨世校。江西瑞金县人。中国工农红军将领。

## 生平
1917年，考入赣州省立第四中学，毕业后回乡任小学教员，1925年在瑞金私立绵江中学任教员。1926年，参加农民运动，1927年8月，加入中国共产党。1930年4月指挥瑞金武阳暴动，任暴动队队长；5月任瑞金县革命委员会军事委员，瑞金游击团第三大队大队长；6月，任赣南红军第二十四纵队参谋长；9月，任红二十二军第三纵队纵队长。不久任红二十二军第六十五师师长，同年11月在宁都黄陵被杀害。中华人民共和国成立后，当地人民政府将其故乡命名为斗文乡，以志纪念。